# 愛ひとすじ
「愛ひとすじ」（あいひとすじ）は、1974年5月25日に発売された八代亜紀の8枚目のシングル。

## 解説
本楽曲で、第7回日本有線大賞グランプリ（大賞）を受賞、第5回日本歌謡大賞では、前年の「なみだ恋」に続き、2年連続で放送音楽賞を受賞。
本楽曲は同年の第25回NHK紅白歌合戦においても歌唱された。
オリコンチャートでは、前作「しのび恋」と共に、年間TOP50にランクインした（「しのび恋」は46位）。
本楽曲は、1991年10月に発売された『八代亜紀全曲集』（TECA-30306）を最後に、テイチク時代の音源によるベスト盤には収録されていなかったが、2019年12月、八代のデビュー50周年を記念し、完全限定生産で発売された『八代亜紀 オリジナル・スーパー・ベスト』（TECE-3573）において、久々にCD化された。

## 収録曲
- 両楽曲共に、作詞：川内康範／作曲：北原じゅん／編曲：小谷充

1. 愛ひとすじ（3分33秒）
2. 別れのフェリーボート（3分11秒）